# Леополдо Луке
Леополдо Ђакинто Луке (Санта Фе, 3. мај 1949 — Мендоза, 15. фебруар 2021) био је аргентински фудбалер, који је играо на позицији нападача.

## Клупска каријера
У каријери (1972–1984) играо је за Унион де Санта Фе, Росарио Сентрал, Ривер Плејт, Расинг Клуб де Авељанеда и Чакарита јуниорс.
Дана 22. фебруара 1976. Луке је постигао свих 5 голова у утакмици у којој је његов клуб Ривер Плејт победио Сан Лоренцо де Алмагро 5-1.

## Репрезентација
На Светском првенству 1978. године био је члан репрезентације Аргентине која је у финалу победила Холандију, резултатом 3:1 у продужетку.